# AVN成人娱乐博览会
AVN成人娛樂博覽會（英語：AVN Adult Entertainment Expo，縮寫为），是每年1月在美國內華達州拉斯維加斯所舉辦的成人博覽會，而此活動更由成人影片新聞雜誌所贊助。

## 外部連結
- 官方网站
- AVN - Adult Video News（页面存档备份，存于）